# Republic (album)
Pour les articles homonymes, voir Republic.
Albums de New Order
BBC Sessions
(1990) Get Ready
(2001)
Republic est le sixième album de New Order sorti en 1993 et le premier depuis la faillite de Factory Records.
En 2018, Peter Hook and The Light l'ont rejoué sur scène.  Les titres (sauf le dernier) figurent dans l'ordre dans leur triple album New Order's Technique & Republic (Live At Koko London 28/09/18).

## Titres
1. Regret (4:08)
2. World (4:44)
3. Ruined in a Day (4:22)
4. Spooky (4:43)
5. Everyone Everywhere (4:24)
6. Young Offender (4:48)
7. Liar (4:21)
8. Chemical (4:10)
9. Times Change (3:52)
10. Special (4:51)
11. Avalanche (3:14)